# Mercator Cooper
 (juillet 2025).
Si vous disposez d'ouvrages ou d'articles de référence ou si vous connaissez des sites web de qualité traitant du thème abordé ici, merci de compléter l'article en donnant les références utiles à sa vérifiabilité et en les liant à la section « Notes et références ».
Pour les articles homonymes, voir Cooper.
Mercator Cooper (né le 29 septembre 1803 à Southampton dans l'État de New York et mort le 23 mars 1872 à Barranquilla, Colombie) est un capitaine de navire américain.
Il est connu pour avoir été l’un des premiers Occidentaux à accoster officiellement au Japon en 1845 et pour avoir effectué l’un des tout premiers débarquements documentés sur le continent Antarctique en 1853.

## Biographie

### Jeunesse
Mercator Cooper est né à Southampton, dans l’État de New York, fils de Nathan et Olive (née Howell) Cooper. Il commence très jeune une carrière dans la marine marchande et la chasse à la baleine.

### Vie privée
Il épouse Maria Green à l’âge de 24 ans. Le couple a trois enfants : Nathan (décédé en bas âge), Maria et Sarah.

### Expédition au Japon (1843–1845)
En novembre 1843, Cooper quitte Sag Harbor à bord du baleinier Manhattan (440 tonnes) pour une expédition de chasse à la baleine. En mars 1845, il secourt 22 marins Japonais naufragés près des îles Bonin. Il est autorisé à entrer dans la baie d'Edo (aujourd’hui Tokyo) le 18 avril 1845.
Le navire est visité par des dignitaires japonais, intrigués notamment par la présence de deux hommes d’équipage inhabituels : Pyrrhus Concer, un marin afro-américain, et Eleazar, membre de la tribu autochtone Shinnecock.
Cooper quitte la baie d’Edo le 21 avril 1845, sous escorte, avec l’interdiction de revenir. Les informations cartographiques rapportées par Cooper seront utilisées lors de la mission Perry en 1853.

### Exploration antarctique (1851–1853)
En août 1851, Cooper prend le commandement du baleinier Levant (382 tonnes) pour une expédition vers l’Antarctique. Le 26 janvier 1853, il aperçoit une barrière de glace dans la mer de Ross, près de la Terre Victoria. Le lendemain, lui et son équipage débarquent brièvement sur la glace, observant notamment des manchots.
Ce débarquement est considéré comme l’un des tout premiers sur le continent antarctique documentés par des sources primaires. Le journal de bord du voyage est conservé à la East Hampton Library (Long Island). Le navire est ensuite vendu à Shanghai.

### Mort
Mercator Cooper meurt à Barranquilla (Colombie) le 23 mars 1872, à l’âge de 68 ans.

## Héritage

### Maison natale
Sa maison familiale à Southampton est aujourd’hui un bâtiment commémoratif qui abrite une bibliothèque publique.

### Contributions
Cooper est reconnu pour ses contributions à l’histoire maritime des États-Unis, notamment son rôle dans l’ouverture du Japon à l’Occident et les premières explorations antarctiques.